# 김영세 (1955년)
김영세(1955년 12월 27일 ~ 2019년 5월 13일)는 대한민국의 패션 디자이너이다. 
게이로서 성추행 논란에 휘말렸으며, 성추행을 부인한 뒤 게이임을 인정했다. 재판을 받다가 사망하여 공소기각되었다.
1. ↑  http://www.etoday.co.kr/news/section/newsview.php?idxno=1714399